# Charles Wright & the Watts 103rd Street Rhythm Band
Charles Wright & the Watts 103rd Street Rhythm Band est un groupe américain de Rhythm & Blues, de Musique soul et de funk.
Formé au début des années 1960, le groupe éclot de 1967 à 1973, avec 9 singles qui atteignent les palmarès pop et/ou Rhythm & Blues du Billboard, tels que Do Your Thing, Till You Get Enough et Love Land. Leur plus grand succès est leur single sorti chez Warner Bros. Records, Express Yourself. Cette chanson de 1970 a été largement échantillonnée, notamment par le groupe de rap NWA.

## Histoire

### Charles Wright and the Wright Sounds
Charles Wright est né le 6 avril 1940 à Clarksdale, Mississippi. Il déménage à Los Angeles au début des années 1950, et joue de la guitare, chantant dans plusieurs groupes doo-wop dont les Turks, les Twilighters, les Shields et les Gallahads. Il travaille aussi brièvement dans l'A&R pour Del-Fi Records, et il est à l'origine du succès de 1961 These Oldies but Goodies (Remind Me of You) de Little Caesar & the Romans. En 1962, il forme son propre groupe Charles Wright & the Wright Sounds, qui comprend le futur membre du Watts Band John Raynford, ainsi que Daryl Dragon, plus tard connu sous le nom de « Captain » de Captain & Tennille. Au cours des six années suivantes, Charles Wright ajoute d'autres musiciens à son groupe et ce furent ces musiciens qui deviendront finalement connus sous le nom de Watts 103rd Street Rhythm Band, en 1968. Plusieurs de ces membres, dont le batteur James Gadson, le bassiste Melvin Dunlap, le tromboniste et arrangeur Ray Jackson ainsi que les deux guitaristes Al McKay et Benorce Blackmon, ont joué sur plusieurs singles de Dyke and the Blazers, dont We Got More Soul (1969) et Let a Woman Be a Woman, Let a Man Be a Man (1969).
Les Wright Sounds jouent dans plusieurs salles de Los Angeles, mais leur engagement le plus connu est celui de la discothèque Haunted House d'Hollywood, qui dure jusqu'en 1968. Situé à l'origine à Hollywood et Vine, la Haunted House était un club populaire dans les années 1960. Il apparaît dans plusieurs artefacts de la culture populaire, notamment le film de série B de go-go dancing de 1969, Girl in Gold Boots.

### Le premier Watts 103rd Band
Le nom Watts « 103rd Street Rhythm Band » est inventé à l'origine en 1967 par le producteur de disques de Los Angeles et propriétaire de Keymen Records, Fred Smith. Cependant, entre 1967 et 1968, le nom de Watts 103rd s'appliquait à trois, sans doute quatre configurations de personnel différentes, avant de désigner le groupe final, qui joua sur chaque album de Watts 103rd à partir de 1968.
Fred Smith produit un générique pour le fameux DJ de la radio KGFJ, Magnificent Montague. La chanson devient si populaire que Fred Smith la sort en single en 1967 et crée le nom « Watts 103rd St. Rhythm Band » pour le groupe de studio qui l'enregistre. Vraisemblablement, les musiciens du single comprenaient Charles Wright, James Carmichael, Leon Haywood et Bobby Womack.
Il y a une certaine confusion car, après que Spreadin' Honey est devenu un succès, Montague a réédite le single sur le label MoSoul (une filiale de Keyman). Les crédits mentionnent un groupe complètement différent, les Soul Runners. On a longtemps supposé que les Soul Runners étaient simplement une formation antérieure du Watts Band. Cependant, selon Wright, les deux groupes n'avaient absolument rien à voir l'un avec l'autre.

### Le second Watts 103rd Band
En 1966, James Carmichael et Charles Wright travaillent tous deux comme musiciens de session pour le studio d'enregistrement Nashville West. Leur groupe de musiciens de studio est découvert par Fred Smith et le comédien Bill Cosby qui avaient besoin d'un groupe d'accompagnement pour son prochain album, Silver Throat. Fred Smith embauche les musiciens de Nashville West et les baptise du nom « Watts 103rd ». Ce groupe comprend (mais sans s'y limiter) : Arthur Wright (basse), Pete Fox (guitare), Streamline Ewing (trombone), Herman Riley (sax ténor), Jackie Kelso (sax ténor), Melvin Jernigan (sax ténor), Mel Brown (guitare) et Abraham Mills (batterie).

### Le troisième Watts 103rd Band
En raison de leur association avec Bill Cosby, le nouveau groupe Watts 103rd conclut un accord avec Warner Bros. Records, devenant ainsi le premier groupe R&B à signer avec eux. Ils sortent un premier album en 1967. Éponyme, l'album s'appelle également Hot Heat and Sweet Groove, d'après un sous-titre trouvé sur la couverture arrière. Spreadin' Honey est inclus sur cet album, sur l'insistance de Warner Bros., même si aucun des musiciens de l'album, à l'exception de Charles Wright, n'avait réellement joué sur le single Spreadin' Honey.
Charles Wright ne considère pas cet album comme étant un véritable projet du Watts 103rd. Il considère le deuxième album, Together comme le premier album du Watts 103rd.

### Le premier Watts 103rd Band
Lorsque Bill Cosby part en tournée, Charles Wright est chargé de créer un groupe de tournée Watts 103rd, qui comprend à la fois les musiciens avec lesquels il avait enregistré Hot Heat, mais également les Wright Sounds. The Haunted House commence également à présenter Wright et les Wright Sounds comme le « Watts 103rd St. Rhythm Band ».

### Le 103rd Band définitif
Des désaccords créatifs conduisent Fred Smith à céder sa participation dans le groupe à Charles Wright. Ainsi fraîchement libéré, Charles Wright reformé le « Watts 103rd » exclusivement à partir de ses musiciens des Wright Sounds et rompt les liens avec les musiciens qui ont enregistré Hot Heat .
Un enregistrement du 18 mai 1968 d'une session live à lla haunted House devient la base partielle du deuxième album de Warner Bros., Together. Cet album donne naissance au premier grand succès national du groupe, Do Your Thing.
Leur album suivant, In the Jungle Babe, est surtout connu pour Love Land, une ballade soul rythmée et influencée par le doo-wop, ainsi que Comment, dans lequel Charles Wright aborde le thème des affaires raciales en Amérique. Bien que l'album ait été crédité au Watts 103rd St. Rhythm Band, les singles de cet album et des deux albums suivants du groupe seront commercialisés sous l'appellation « Charles Wright and the Watts 103rd Street Rhythm Band ».
Dans les premières années du groupe, ils étaient surtout connus pour jouer des reprises de succès R&B populaires. Mais, à la fin des années 1960, le groupe commence à créer des chansons originales, aboutissant à un son qui constiture, comme le dit Charles Wright, « le juste milieu entre Otis Redding et James Brown ». Leur particularité réside dans un mélange musical de différents styles régionaux R&B et funk (Detroit, New York, Memphis...). Leurs affinités pour des grooves longs et peu structurés, notamment sur les albums Express Yourself et You're So Beautiful, font que l'on peut les considérer comme des influences sur leurs contemporains Sly and the Family Stone, les Isley Brothers et Parliament-Funkadelic.

### Dissolution
Dès 1969, le Watts Band commença à perdre des membres. Al McKay a quitté le Watts Band en 1969 et rejoint Earth, Wind & Fire. Il est remplacé par Benorce Blackmon. Après avoir enregistré l'album You're So Beautiful de 1971, Gadson, Dunlap, Jackson et Blackmon quittent le Watts Band pour travailler avec Bill Withers, jouant sur ses albums Still Bill (1972) et Live at Carnegie Hall (1973).
Charles Wright continue à enregistrer quatre disques solo après le départ de la section rythmique principale du Watts Band, Rhythm and Poetry (1972), Doin' What Comes Naturally (1973), Ninety Day Cycle People (1974) et Lil' Encouragements (1975). En 2007, il sort un nouvel album, Finally Got It Wright, qui comprend une version nouvelle de Express Yourself.
Express Yourself a été échantillonné par le groupe de rap de Los Angeles NWA en 1988 et a été utilisé pour de nombreuses bandes originales de films, notamment Remember the Titans, Cheaper by the Dozen 2 et Mr. & Mrs. Smith, ainsi que de nombreuses publicités télévisées. Do Your Thing figure sur la bande originale de Boogie Nights. 65 Bars and a Taste of Soul sert de thème musical au personnage de Chuck, Roan Montgomery.

## Membres du groupe
- Charles Wright - chant, guitare, piano
- Al McKay - guitare
- Benorce Blackmon - guitare (remplace Al McKay)
- Gabe Flemings - piano, trompette
- Melvin Dunlap - basse
- James Gadson - batterie
- Larry D. Cotton - batterie
- Big John Rayford - saxophone
- Bill Cannon - saxophone
- Ray Jackson - trombone
- Leslie Milton Sr. - batterie (remplace James Gadson)
- Yusuf Rahman - cuivres

## Discographie

### Albums

#### (En tant que Watts 103rd Street Rhythm Band)
| Year                                     | Album                     | Peak chart positions | Peak chart positions | Record label         |
| Year                                     | Album                     | US 200               | US R&B               | Record label         |
| ---------------------------------------- | ------------------------- | -------------------- | -------------------- | -------------------- |
| 1967                                     | Hot Heat and Sweet Groove | —                    | —                    | Warner Bros. Records |
| 1968                                     | Together                  | 140                  | 40                   | Warner Bros. Records |
| 1969                                     | In the Jungle, Babe       | 145                  | 42                   | Warner Bros. Records |
| "—" denotes releases that did not chart. |                           |                      |                      |                      |

#### (Comme Charles Wright et le Watts 103rd Street Rhythm Band)
| Year | Album               | Peak chart positions | Peak chart positions | Record label         |
| Year | Album               | US 200               | US R&B               | Record label         |
| ---- | ------------------- | -------------------- | -------------------- | -------------------- |
| 1970 | Express Yourself    | 182                  | 27                   | Warner Bros. Records |
| 1971 | You're So Beautiful | 147                  | 39                   | Warner Bros. Records |

#### (Comme Charles Wright)
| 1972                                     | Rhythm & Poetry            | —  |
| 1973                                     | Doin' What Comes Naturally | 45 |
| 1974                                     | Ninety Day Cycle People    | —  |
| 1975                                     | Lil' Encouragement         | —  |
| 2007                                     | Finally Got It Wright      | 88 |
| "—" denotes releases that did not chart. |                            |    |

### Simples

#### (En tant que Soul Runners)
| Year                                     | Title                 | Peak chart positions | Peak chart positions | Record Label   | B-side                      |
| Year                                     | Title                 | US                   | US R&B               | Record Label   | B-side                      |
| ---------------------------------------- | --------------------- | -------------------- | -------------------- | -------------- | --------------------------- |
| 1966                                     | "Grits 'N Corn Bread" | —                    | 33                   | MoSoul Records | "Spreadin' Honey"           |
| 1967                                     | "Chittlin' Salad"     | —                    | —                    | MoSoul Records | "Chittlin' Salad (Part II)" |
| 1967                                     | "Last Date"           | —                    | —                    | MoSoul Records | "Charley"                   |
| "—" denotes releases that did not chart. |                       |                      |                      |                |                             |

#### (En tant que Watts 103rd Street Rhythm Band)
| Year                                     | Title                 | Peak chart positions | Peak chart positions | Record Label         | B-side                        | Album                     |
| Year                                     | Title                 | US                   | US R&B               | Record Label         | B-side                        | Album                     |
| ---------------------------------------- | --------------------- | -------------------- | -------------------- | -------------------- | ----------------------------- | ------------------------- |
| 1967                                     | "Spreadin' Honey"     | 73                   | 44                   | Keymen Records       | "Charley"                     | Hot Heat and Sweet Groove |
| 1968                                     | "Brown Sugar"         | —                    | —                    | Warner Bros. Records | "Caesar's Palace"             | Hot Heat and Sweet Groove |
| 1968                                     | "Bottomless"          | —                    | —                    | Warner Bros. Records | "65 Bars and a Taste of Soul" |                           |
| 1968                                     | "Do Your Thing"       | 11                   | 12                   | Warner Bros. Records | "A Dance, a Kiss and a Song"  | Together                  |
| 1969                                     | "Till You Get Enough" | 67                   | 12                   | Warner Bros. Records | "Light My Fire"               | In the Jungle, Babe       |
| "—" denotes releases that did not chart. |                       |                      |                      |                      |                               |                           |

#### (Comme Charles Wright et le Watts 103rd Street Rhythm Band)
| Year                                     | Title                                | Peak chart positions | Peak chart positions | Record Label         | B-side                      | Album               |
| Year                                     | Title                                | US                   | US R&B               | Record Label         | B-side                      | Album               |
| ---------------------------------------- | ------------------------------------ | -------------------- | -------------------- | -------------------- | --------------------------- | ------------------- |
| 1969                                     | "Must Be Your Thing"                 | —                    | 35                   | Warner Bros. Records | "Comment"                   | In the Jungle, Babe |
| 1970                                     | "Love Land"                          | 16                   | 23                   | Warner Bros. Records | "Sorry Charlie"             | In the Jungle, Babe |
| 1970                                     | "Express Yourself"                   | 12                   | 3                    | Warner Bros. Records | "Living on Borrowed Time"   | Express Yourself    |
| 1970                                     | "Solution for Pollution"             | 96                   | —                    | Warner Bros. Records | "High as Apple Pie"         |                     |
| 1971                                     | "Your Love (Means Everything to Me)" | 73                   | 9                    | Warner Bros. Records | "What Can You Bring Me"     | You're So Beautiful |
| 1971                                     | "Nobody Tellin' Me About My Baby"    | —                    | —                    | Warner Bros. Records | "Wine"                      |                     |
| 1972                                     | "I Got Your Love"                    | —                    | —                    | Warner Bros. Records | "Let's Make Love - Not War" | You're So Beautiful |
| "—" denotes releases that did not chart. |                                      |                      |                      |                      |                             |                     |

#### (Comme Charles Wright)
| Year                                     | Title                                         | Peak chart positions | Peak chart positions | Record Label         | B-side                                        | Album                      |
| Year                                     | Title                                         | US                   | US R&B               | Record Label         | B-side                                        | Album                      |
| ---------------------------------------- | --------------------------------------------- | -------------------- | -------------------- | -------------------- | --------------------------------------------- | -------------------------- |
| 1966                                     | "Help Yourself"                               | —                    | —                    | Capitol Records      | "Number One"                                  |                            |
| 1966                                     | "(I'm Living on) Borrowed Time"               | —                    | —                    | Philips Records      | "Keep Saying (You Don't Love Nobody)"         |                            |
| 1970                                     | "(I'm Living on) Borrowed Time"               | —                    | —                    | Philips Records      | "Keep Saying (You Don't Love Nobody)"         |                            |
| 1972                                     | "Soul Train"                                  | —                    | —                    | Warner Bros. Records | "Run Jody Run"                                | Rhythm and Poetry          |
| 1972                                     | "You Gotta Know Whatcha Doin'"                | —                    | —                    | Warner Bros. Records | "Here Comes the Sun"                          |                            |
| 1973                                     | "(Well I'm) Doin' What Cums Naturally Part 1" | —                    | 27                   | Dunhill Records      | "(Well I'm) Doin' What Cums Naturally Part 2" | Doing What Comes Naturally |
| 1975                                     | "Is It Real?"                                 | —                    | —                    | Dunhill Records      | "Don't Rush Tomorrow"                         | Ninety Day Cycle People    |
| "—" denotes releases that did not chart. |                                               |                      |                      |                      |                                               |                            |